# Jason Colby
Jason Colby (Charlton Heston) is een personage uit de televisieseries Dynasty en The Colbys. Jason is een broer van Dynasty's Cecil Colby. Hij heeft nog een zus, Constance Colby Patterson (Barbara Stanwyck) en een overleden broer, Philip (vader van Dynasty's Jeff Colby (John James). 
Jason is getrouwd met Sable Colby (Stephanie Beacham) en met haar heeft hij drie kinderen: Miles Colby (Maxwell Caulfield), Monica Colby (Tracy Scoggins) en Bliss Colby (Claire Yarlett).  
Jason en Constance zijn eigenaar van het imperium Colby Enterprises. Wanneer Constance haar neef Jeff 50% van het bedrijf cadeau doet (uit schuldgevoel, omdat de Colby's hem jarenlang hebben laten barsten), begint de ellende. Vrouw Sable is jaloers en ook de terugkeer van haar zus Francesca Colby (de moeder van Jeff) maakt het er niet beter op. Jason en Francesca delen een geheim...
Het begin van de serie The Colbys. Jason blijft de vader te zijn van Jeff, uit een affaire met de zus van zijn latere vrouw Sabella (Sable) Scott. Sable doet er alles aan om Miles, de zoon van Jason en Sable, op de voorgrond te plaatsen en houden ten koste van Jeff. Alle inspanningen en bedrog van Sable ten spijt maar Jeff neemt meer en meer een prominentere plaats in binnen de familie Colby samen met zijn moeder Francesca. 